# Toqa-Temür
Pour les articles homonymes, voir Temur.
Toqa-Temür (ou Tuqa-Temür, Togaï-Temür) était le treizième et peut-être le plus jeune fils de Djötchi, le fils aîné de Gengis Khan. Il était le frère cadet de Batu et Berké Khan, les dirigeants de l'État mongol connu sous le nom de Horde d'or.

## Carrière
En 1229, Toqa-Temür — plus jeune fils de Djötchi, semble-t-il — n'a apparemment pas atteint l'âge pour prendre part au qurultay (assemblée de notables) qui voit la proclamation et l'intronisation du grand khan Ögedeï. Il reste donc dans l'oulous (territoire) de son père, où il exerce vraisemblablement le pouvoir pendant l'absence de ses frères aînés à l'assemblée. Au retour de Batu Khan, Toqa-Temür organise une fête de trois jours en son honneur.
Toqa-Temür reçoit par la suite son propre oulous de Batu, quelque part dans l'aile gauche (c'est-à-dire la partie orientale) des possessions de Batu, c'est-à-dire à l'est des monts Oural et du fleuve Oural, et peut-être sous l'autorité intermédiaire d'un autre frère., Orda. Toqa-Temür participe ensuite à la campagne occidentale de Batu, mais ne semble pas y jouer un rôle éminent ; on lui attribue en revanche un rôle de premier plan dans les campagnes contre les Bachkirs et les Alains. Il fait partie des princes djötchides participant au qurultay au cours duquel le grand khan Güyük est officiellement proclamé et intronisé, en 1246, Batu ayant refusé d'y assister. Quatre ans plus tard, à la suite de la mort de Güyük, Batu organise son propre qurultay, qui aboutit à la proclamation de Möngke comme grand khan en 1250 ; Berké et Toqa-Temür escortèrent alors celui-ci en Mongolie avec une armée et sont généreusement récompensés par le nouveau grand khan pour leur soutien. Toqa-Temür semble avoir survécu à Batu et être mort quelque temps après l'avènement de Berké comme khan de la Horde d'or en 1257 ; on suppose qu'il est déjà mort en 1267, lorsque son fils Ouroung-Temür reçoit des terres du nouveau khan Mengü Temür. Le prince mongol (« tsarévitch ») Toktemir, qui attaque Tver en Russie en 1294/1295, est un individu distinct, portant le même nom ou un nom similaire.
Suivant l'exemple de son frère aîné Berké, Toqa-Temür se convertit à l'islam quelque temps après la conversion de Berké en 1251-1252. Contrairement à ses frères Batu, Orda et Chayban, Toqa-Temür ne semble pas avoir dirigé un régime politique territorial autonome et durable, ce qui desservira ses descendants dans leurs conflits contre ceux de Chayban à la fin du XIVe siècle — les Chaybanides faisant valoir que cela rend les Toqa-Timourides sensiblement inférieurs. Certains des descendants de Toqa-Temür semblent être restés dans l'aile gauche (partie orientale) de la Horde d'or, tandis que d'autres se sont installés dans l'aile droite (partie ouest) lorsque le khan Mengü Temür donne la Crimée à Ouroung-Temür, le fils de Toqa-Temür.

## Famille

### Descendance
Outre son implication dans les affaires de la Horde d'or et ses agissements en tant que représentant de ses frères aînés, l'importance de Toqa-Temür tient à sa descendance, qui comprend certaines des lignées les plus prolifiques et éminentes de souche djötchide et gengiskhanide. À partir des années 1360, les descendants de Toqa-Temür affrontent ceux de son frère Chayban (les Chaybanides) pour le trône de la Horde d'or, à commencer par le probable Toqa-timouride Ordou Malik, qui renversa le Chaybanide Temür Hodja en 1361. Une branche criméenne des descendants de Toqa-Temür a fourni au beylerbey Mamaï une succession de trois khans fantoches en 1361-1380. Plusieurs familles descendantes de Toqa-Temür s'installèrent dans l'ancien oulous du fils aîné de Djötchi, Orda, à l'est, sous Qara-Noghaï en 1360, puis Ourous Khan en 1369, et enfin Tokhtamych en 1379. Les descendants d'Ourous et de Tokhtamysh se disputèrent par la suite la souveraineté sur la Horde d'or, principalement entre eux. Parmi les États successeurs de la Horde d'or, les khanats de Qassim, de Kazan, d'Astrakhan et de Crimée furent tous fondés par des princes descendants de Toqa-Temür. Ce fut également le cas du khanat kazakh et, après 1599, du khanat de Boukhara en Asie centrale.